# Henry Renshult
Knut Henry Renshult, ursprungligen Johansson, född 27 juli 1923 i Hakarps församling utanför Huskvarna, död 12 maj 2009 i Klinthult, Nydala församling, var en svensk lärare, hembygdsforskare och författare.
Med svärfadern som inspiratör och kunskapskälla gjorde Henry Renshult en omfattande hembygdsforskning om hustruns hemförsamling Nydala, vilket resulterade i böckerna Folk & Fornt i Nydala, som gård för gård i alfabetisk ordning går igenom hela Nydala församling i nuvarande Värnamo kommun och de människor som bott där.
Han mottog Sävsjö kommuns kulturstipendium 1980 och Värnamo kommuns motsvarande pris 1987.
Henry Renshult växte upp i Jönköpingstrakten och var son till Knut Johansson och Anna Hulda Elisabet, ogift Andersson. Han gifte sig 1961 med adjunkten och översättaren Agneta Carlsson (född 1939) från Klinthult, som är dotter till lantbrukaren Carl F Carlsson och Elsa, ogift Andersson. Makarna Renshult bosatte sig på 1960-talet i Sävsjö, där båda var adjunkter på ett högstadium, innan de på 1980-talet bosatte sig på hustruns föräldragård i Klinthult, Nydala.